# Palazzo Doria-Tursi

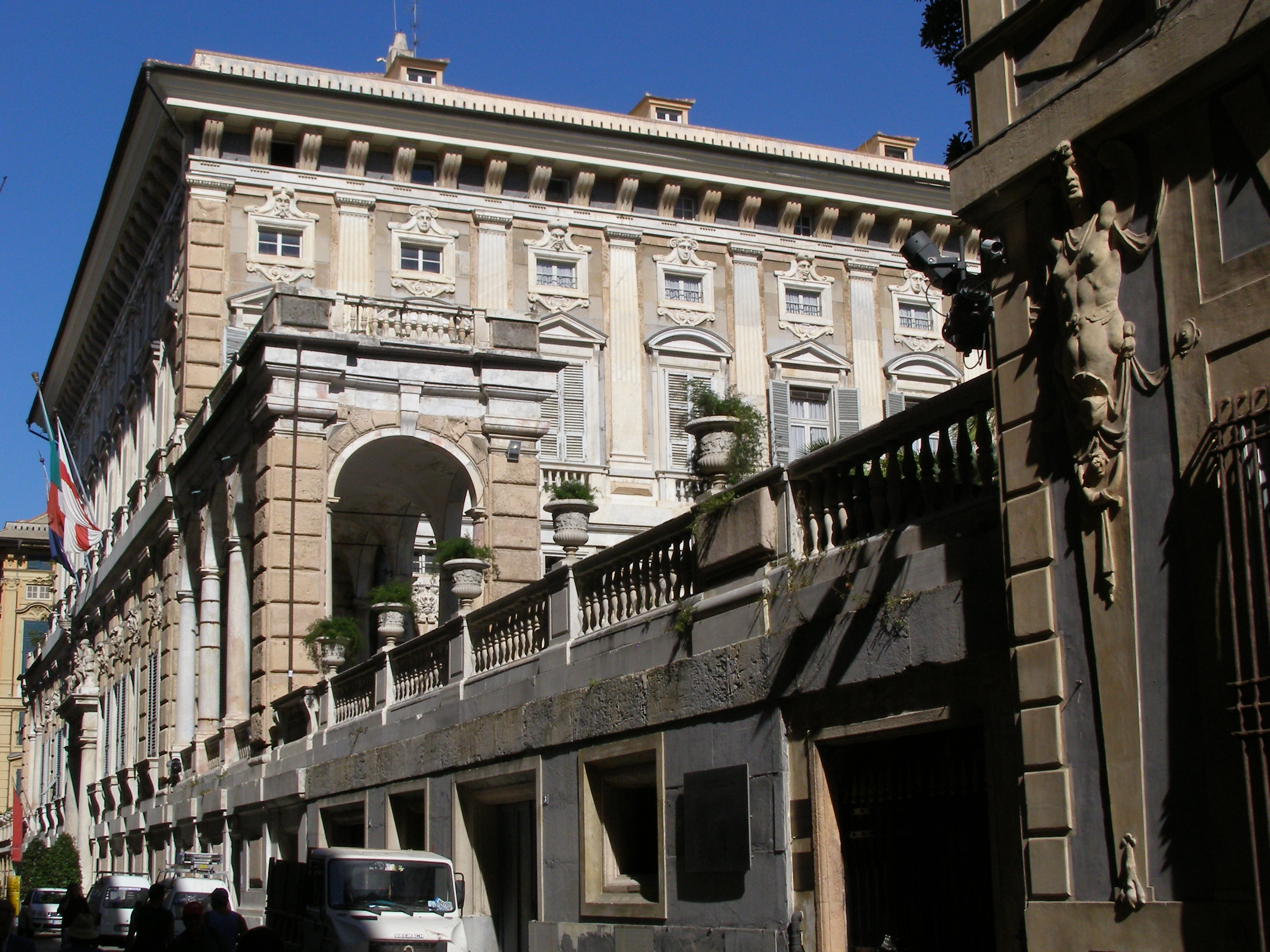
Le Palazzo Doria-Tursi à Gênes.

Le Palazzo Doria-Tursi ou Palazzo Niccolò Grimaldi est un édifice situé, au numéro 9, de la via Garibaldi dans le centre historique de Gênes.
Depuis le 13 juillet 2006, le palazzo Doria Tursi fait partie des 42 palais des Rolli inscrits dans la liste du patrimoine mondial de l'UNESCO. Depuis 1848, l'édifice est le siège de la municipalité de Gênes.

## Histoire
Le palais est érigé à partir de 1565 par Domenico et Giovanni Ponzello pour Niccolò Grimaldi, appelé « le Monarque » en raison des étroits liens qu'il entretenait avec Philippe II, dont il était le principal financier.
C'est l'édifice le plus majestueux de la via, seul bâtiment construit sur trois lots de terrain, avec deux grands jardins avec loggia encadrant le corps central. Les grands balcons donnant sur la strada ont été ajoutés en 1597, quand le palais devint la propriété de Giovanni Andrea Doria qui l'acheta pour son fils cadet Carlo, duc de Tursi, auquel on doit son actuelle dénomination. 
La façade est caractérisée par l'alternance de matériaux de couleurs différentes : le rose de la pietra di Finale, le gris-noir de l'ardoise, le marbre blanc de Carrare. La façade principale se compose de deux ordres superposés. L'étage surélevé au-dessus de la haute corniche alterne des fenêtres à la conception originale avec des pilastres rustiques en saillie remplacés, à l'étage supérieur, par des pilastres doriques. Des mascarons grimaçants surmontent les fenêtres des deux étages, contribuant au rendu plastique de la façade.
Le majestueux portail en marbre est couronné par une sculpture représentant l'emblème de la ville de Gênes. Particulièrement innovante est l'inédite et la géniale solution architectonique qui avec la succession des espaces internes – atrium, escalier, cour rectangulaire surélevée par rapport au portail et escalier à double rampe – crée un merveilleux jeu de lumière et de perspective. Le palais représente le sommet du faste résidentiel de l'aristocratie génoise. 
Outre l'accueil des services municipaux, le palais fait partie du pôle muséal Strada Nuova et abrite l'expansion de la pinacothèque du Palazzo Bianco.

## Le musée
Il s'articule autour de plusieurs thèmes dédiés principalement à l'histoire de Gênes; on y trouve, protégé dans une vitrine, le fameux Cannone, violon de Bartolomeo Giuseppe Guarneri, dit du Gesù et, ayant appartenu à Niccolò Paganini. Une salle est dédiée aux tapisseries représentant des scènes historiques d'Alexandre le Grand, datées du milieu XVIIe siècle, ainsi qu'à une collection de textiles d'art qui évoque l'ancienne tradition génoise de production de tissus (damas, velours et jeans). Un autre espace rassemble des pièces de majolique, porcelaine et poteries ligures parmi lesquelles l'importante collection des antiques pharmacies des Ospedali di Pammatone e degli Incurabili. La salle consacrée à la numismatique expose, en vitrines, une collection de médailles et de monnaies locales comme le genovino ainsi que les anciens poids et mesures officiels de la république de Gênes. Sur les murs sont suspendues, entre autres, des œuvres (huile sur toile) de Giovanni Carlone, de Pieter van Bredael et de Giovanni Andrea de Ferrari.

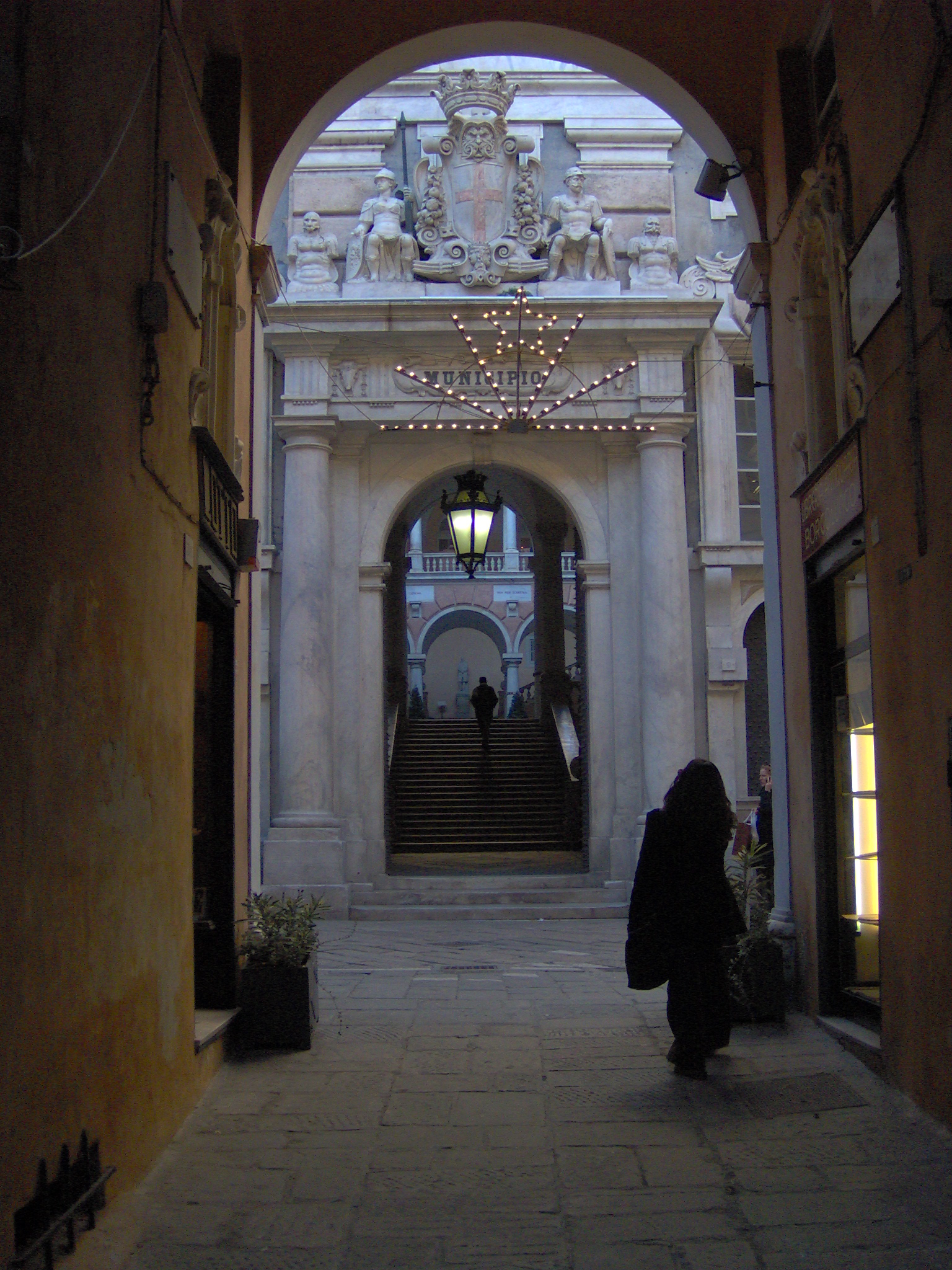
Portail d'entrée du palais.
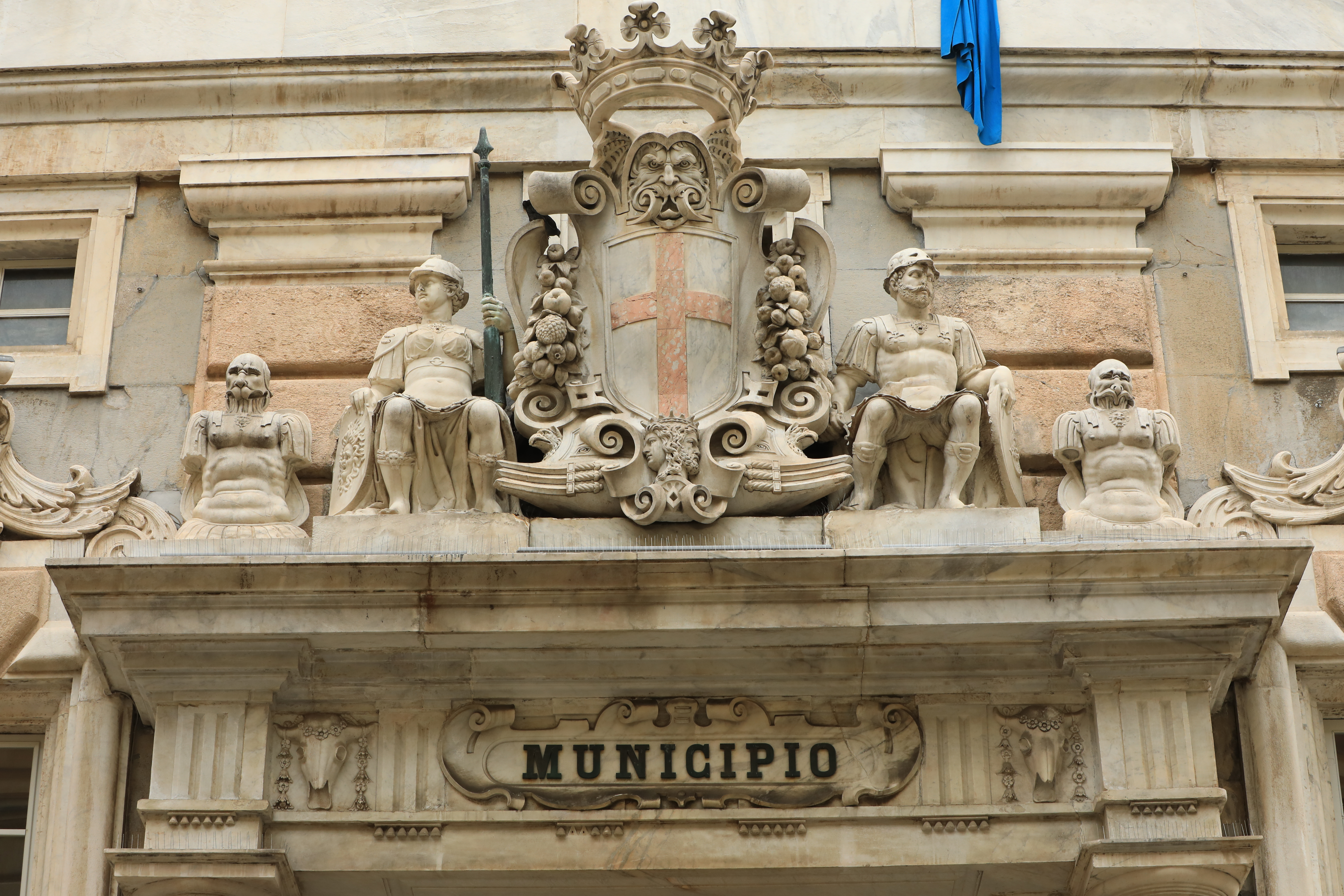
Fronton du portail d'entrée.
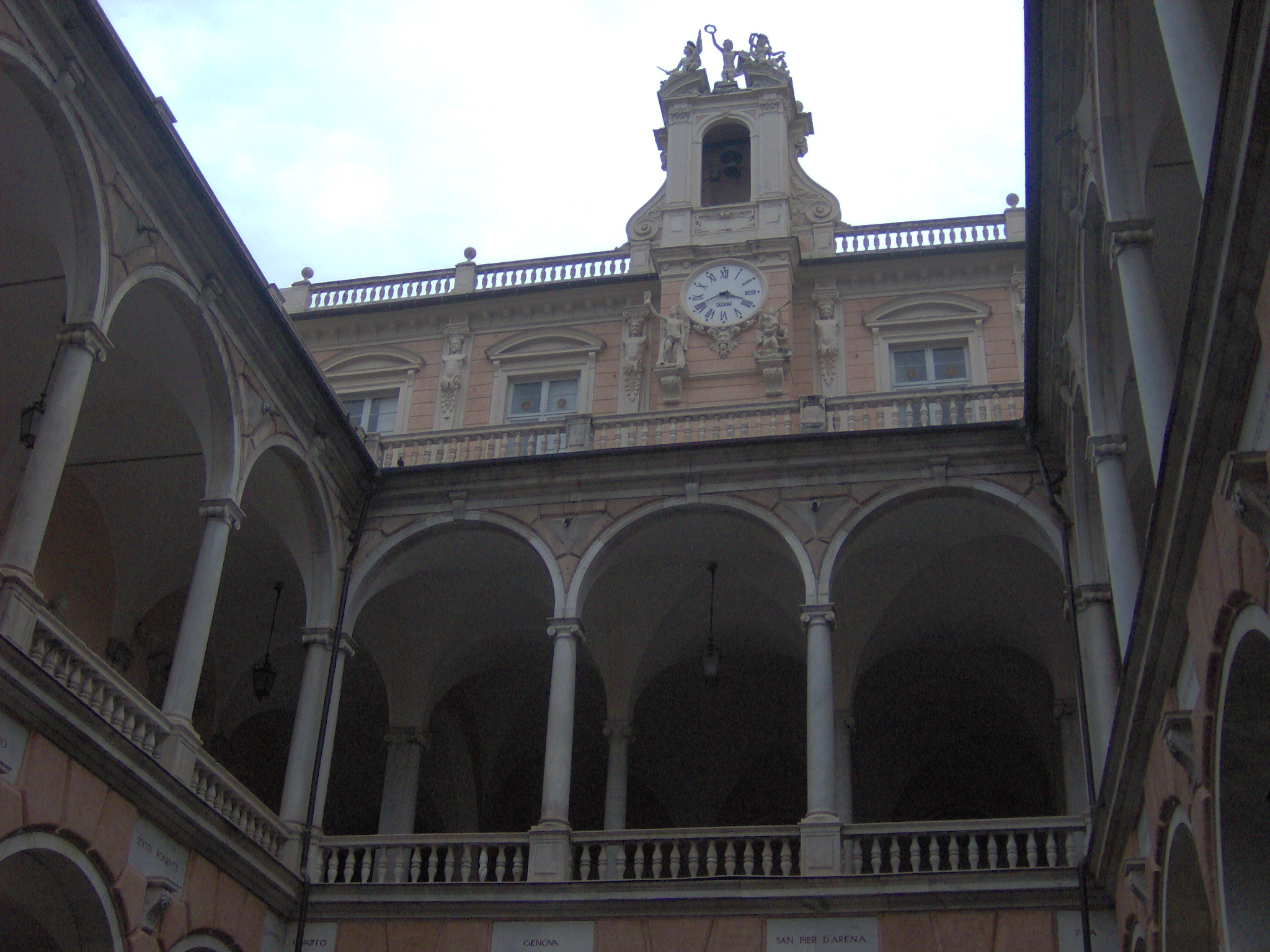
La double rangée de loggia de la cour intérieur.
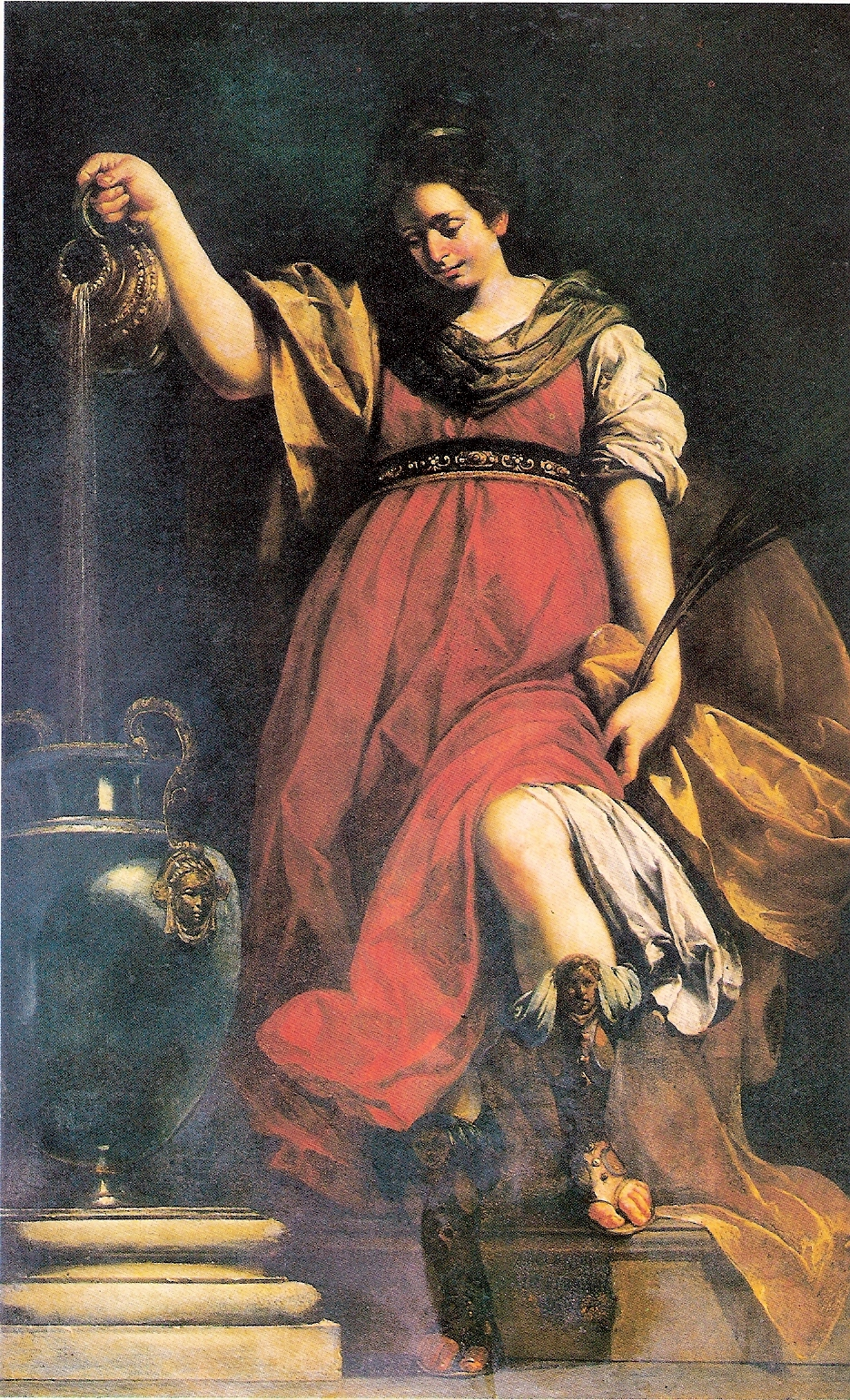
La Temperanza de Giovanni Andrea de Ferrari.
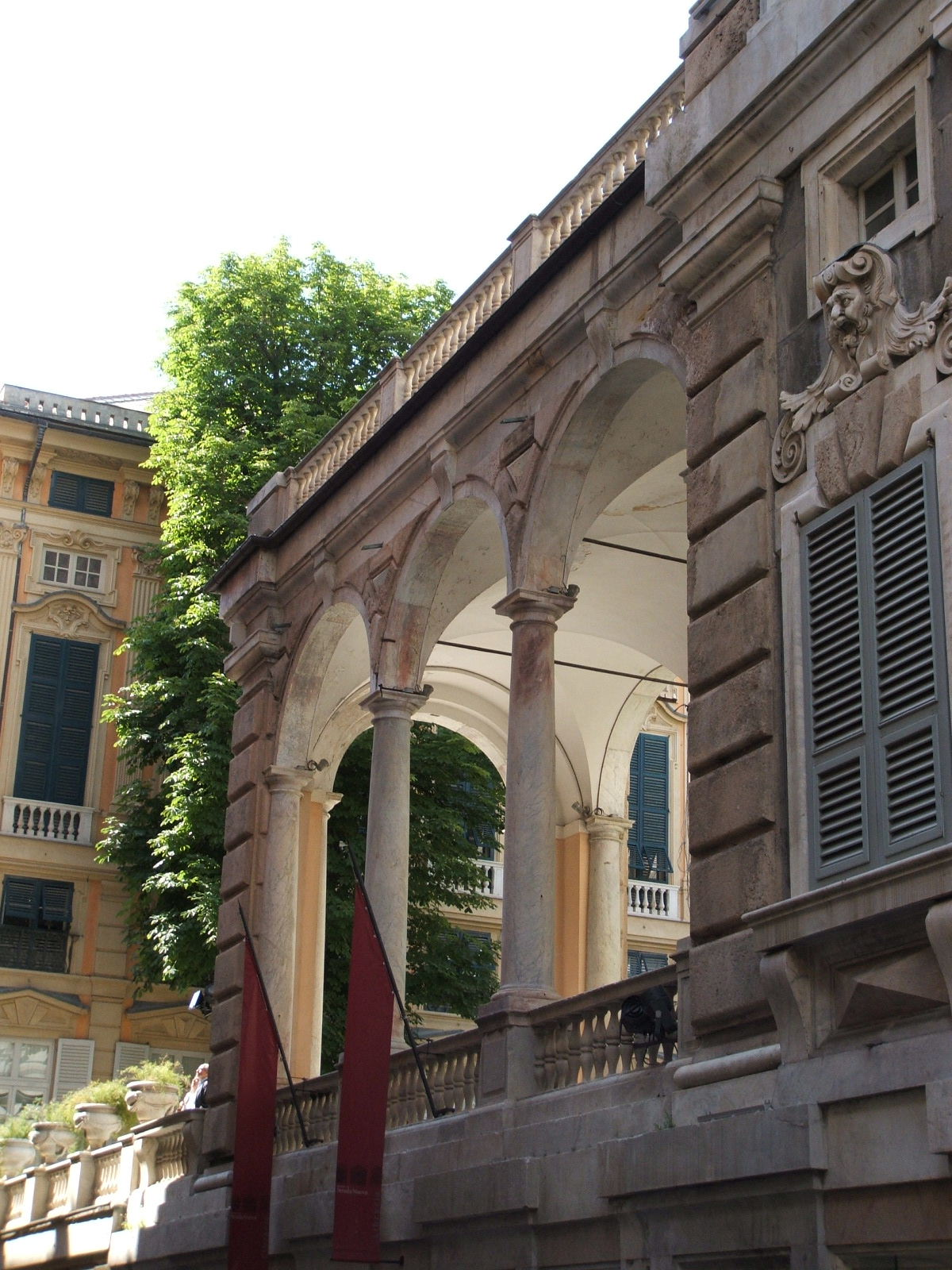
Jardin suspendu au ponant.
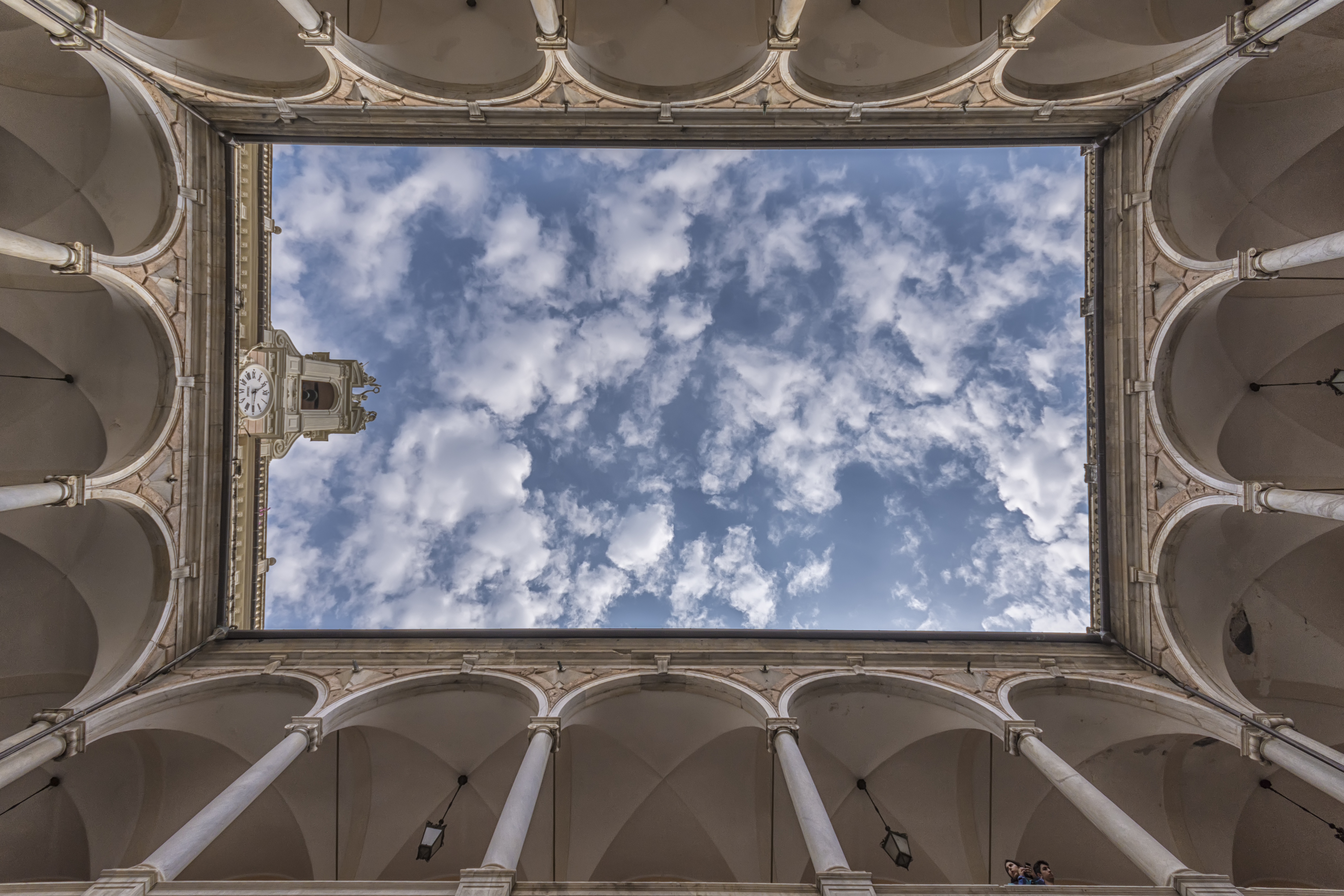
Vue particulière du Palais

### Sources
- (it) Cet article est partiellement ou en totalité issu de l’article de Wikipédia en italien intitulé « Palazzo Doria-Tursi » (voir la liste des auteurs).